# Camponotus depressiceps
Camponotus depressiceps — вид мурашок підродини Formicinae.

## Поширення
Вид відомий лише у Бразилії.